# Municipio de Richland (condado de Mahaska)
El municipio de Richland (en inglés: Richland Township) es un municipio ubicado en el condado de Mahaska en el estado estadounidense de Iowa. En el año 2010 tenía una población de 472 habitantes y una densidad poblacional de 4,79 personas por km².

## Geografía
El municipio de Richland se encuentra ubicado en las coordenadas 41°28′16″N 92°48′42″O / 41.47111, -92.81167. Según la Oficina del Censo de los Estados Unidos, el municipio tiene una superficie total de 98.49 km², de la cual 98,4 km² corresponden a tierra firme y (0,09 %) 0,09 km² es agua.

## Demografía
Según el censo de 2010, había 472 personas residiendo en el municipio de Richland. La densidad de población era de 4,79 hab./km². De los 472 habitantes, el municipio de Richland estaba compuesto por el 99,15 % blancos, el 0,64 % eran asiáticos y el 0,21 % eran de una mezcla de razas. Del total de la población el 1,06 % eran hispanos o latinos de cualquier raza.